# 雷蒙德·利特尔
雷蒙德·利特尔（英語：Raymond Little，1880年1月5日—1932年7月29日），美国男子网球运动员。他曾获得美国网球公开赛男子双打冠军、混合双打冠军。他于1932年在纽约去世。